# Hamiltonovský graf

Graf, jehož uzly představují vrcholy dvanáctistěnu. Červeně je vyznačena hamiltonovská kružnice.

Hamiltonovský graf je graf, který lze projít takovou cestou, že každý jeho uzel je navštíven právě jednou s výjimkou uzlu výchozího, který je zároveň uzlem cílovým. Neboli – graf je hamiltonovský, právě když obsahuje kružnici, která prochází všemi jeho uzly (tzv. hamiltonovská kružnice). Název připomíná irského matematika a fyzika W. R. Hamiltona (1805–1865), od kterého pocházel hlavolam, v němž bylo za úkol obejít po hranách vrcholy pravidelného dvanáctistěnu.

## Postačující podmínky hamiltonovského grafu
Ačkoliv se hamiltonovské grafy zdají být obdobou eulerovských grafů, rozhodnout, zda je graf hamiltonovský, není vždy snadné. Dosud totiž není známa žádná jednoduchá nutná a postačující podmínka k tomu, aby graf byl hamiltonovský. Je však známo několik postačujících podmínek k hamiltonovskosti grafu.
1. Označme u počet uzlů grafu a předpokládejme, že u ≥ 3. Má-li každý uzel stupeň (tj. počet hran, které do daného uzlu zasahují) alespoň ½ u, je graf hamiltonovský.
2. Označme u počet uzlů grafu a předpokládejme, že u ≥ 3. Je-li pro každou dvojici uzlů, které nejsou spojeny hranou, součet jejich stupňů alespoň u, pak je graf hamiltonovský.
3. Označme u počet uzlů grafu a předpokládejme, že u ≥ 3. Jestliže pro každé přirozené číslo k < ½ u je počet uzlů, jejichž stupeň nepřevyšuje k, menší než k, pak je graf hamiltonovský.

K tomu, aby byl graf s u ≥ 3 uzly hamiltonovský, tedy stačí splnění některé z následujících podmínek:
- Každý uzel má stupeň alespoň ½ u. (Diracova podmínka)
- Každá dvojice uzlů nespojených hranou má součet stupňů alespoň u. (Oreho podmínka)
- Pro každé přirozené číslo k < ½ u je počet uzlů, jejichž stupeň nepřevyšuje k, menší než k. (Pósova podmínka)

## Příklady hamiltonovských grafů

### Příklad 1
|  | Graf na obrázku nesplňuje Diracovu podmínku (obsahuje uzel 2. stupně, přičemž 2 < 5/2). Splňuje Oreho podmínku (součet stupňů libovolných dvou nespojených uzlů je alespoň 5). Je tedy podle výše uvedených podmínek hamiltonovský. Tento graf splňuje i Pósovu podmínku (počet uzlů stupně 1 je menší než 1, počet uzlů stupně 1 a 2 je menší než 2). |

### Příklad 2
|  | Graf na obrázku nesplňuje Oreho podmínku (obsahuje nespojené uzly 2. a 3. stupně, přičemž 2+3 < 7) ani Diracovu podmínku. Splňuje Pósovu podmínku (počet uzlů 1. stupně je menší než 1, počet uzlů 1. a 2. stupně je menší než 3), a je tedy hamiltonovský. |

### Příklad 3
|  | Graf na obrázku splňuje Diracovu podmínku, neboť každý jeho uzel má stupeň alespoň 3 a splňuje i podmínku Oreho, neboť každé dva uzly nespojené hranou mají součet stupňů alespoň 6. A konečně splňuje i Pósovu podmínku, neboť v něm nejsou žádné uzly stupně menšího než 3. |

## Hamiltonovská kružnice

Hamiltonovská kružnice

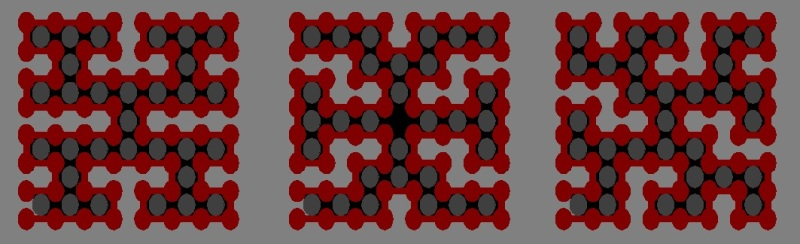
Tři příklady na mřížkovém grafu 8x8

V teorii grafů je hamiltonovská kružnice (také hamiltonovský cyklus) grafu taková kružnice v tomto grafu, která projde právě jednou všemi jeho vrcholy. Graf, který obsahuje hamiltonskou kružnici, se nazývá Hamiltonovský graf. Hamiltonovská cesta je taková cesta v daném grafu, která prochází každým jeho vrcholem právě jednou.
Každý graf nemusí mít nutně hamiltonovskou kružnici. Nutnými (avšak nikoli postačujícími) podmínkami je, že graf musí být souvislý a každý vrchol musí mít stupeň nejméně rovný dvěma (ke každému vrcholu musí vést alespoň 2 hrany).
Problém nalezení hamiltonovské kružnice je NP-úplný.